# Paradiplospinus
Paradiplospinus is een geslacht van straalvinnige vissen uit de familie van slangmakrelen (Gempylidae). Het geslacht is voor het eerst wetenschappelijk beschreven in 1960 door Andriyashev.

## Soorten
- Paradiplospinus antarcticus Andriashev, 1960
- Paradiplospinus gracilis (Brauer, 1906)